# Villa Coihueco
Villa Coihueco es un caserío chileno de la comuna de Galvarino, Provincia de Cautín, en la Región de La Araucanía. Se ubica a 7 kilómetros al norponiente de Galvarino, capital comunal, a la que se halla conectada por el camino R-738-S.
La localidad cuenta con una población cercana a los 200 habitantes y cuenta desde 2012 con un estadio.